# Hans R. Camenzind
Hans Rudolph Camenzind (Zurigo, 29 giugno 1934 – San Francisco, 8 agosto 2012) è stato un ingegnere e progettista svizzero, famoso per aver disegnato nel 1970 il celeberrimo integrato NE555. Nella sua carriera ha conseguito 20 brevetti, scritto numerosi libri ed articoli tecnici, e tenuto conferenze presso l'Università di Santa Clara, California.
Ha conseguito un MSEE presso l'Università Northeastern di Boston e un MBA presso l'Università di Santa Clara. Dopo svariati anni spesi in attività di ricerca nell'area di Boston, si trasferì nella West Coast per essere assunto dalla Signetics (ora Philips) e solo più tardi fondò la sua società Interdesign. Dopo aver guidato la Interdesign per svariati anni la cedette alla Ferranti (poi Plessey). Successivamente, sotto il nome di Array Design , offrì il suo patrimonio di esperienza come consulenza gratuita a piccole aziende prive di progettisti di IC analogici.
Nel corso della sua carriera ha scritto tre libri di testo, disegnato il primo integrato amplificatore in classe D e introdotto il concetto PLL (Phase-Locked Loop) nei circuiti integrati. Fino al 2010 aveva disegnato 151 circuiti integrati standard e proprietari molti dei quali (come il celebre 555) ancora in produzione e in piena attività.
L'ultimo libro di Camenzind è Much Ado About Almost Nothing, un resoconto sulla storia dell'elettronica, pubblicato nel febbraio 2007.